# ヤマハハコ
ヤマハハコ（山母子、学名：Anaphalis margaritacea ）は、キク科ヤマハハコ属の多年草。雌雄異株。

## 特徴
茎の高さは30から70cmほどになり、茎には灰白色の綿毛が密生する。葉は無柄で茎に互生し、形は線状披針形。葉の表面はつやのある緑色だが、裏面は茎と同じ灰白色の綿毛が密生する。葉脈は3本あり、縁は全縁でやや裏面に巻き込む。
花期は8月から9月で、茎の上部に淡黄色の頭花を散房状につける。白いカサカサした花びら状のものは総苞片。

## 分布と生育環境
日本では、北海道、本州（長野県および石川県以北）に、日本国外では、千島、樺太、カムチャツカ、中国、ヒマラヤ、北アメリカに広く分布する。山地の日当たりのよい草原、崩壊地、道路法面などに群生する。

## 近縁種
- ヤマハハコ属
  - ホソバノヤマハハコ
  - カワラハハコ
  - タカネヤハズハハコ
  - ヤハズハハコ